# باتولسی
باتولسی (به لاتین: Batultsi) یک منطقهٔ مسکونی در بلغارستان است که در شهرستان یابلانیتسا واقع شده‌است.